# Silvestrovské oslavy

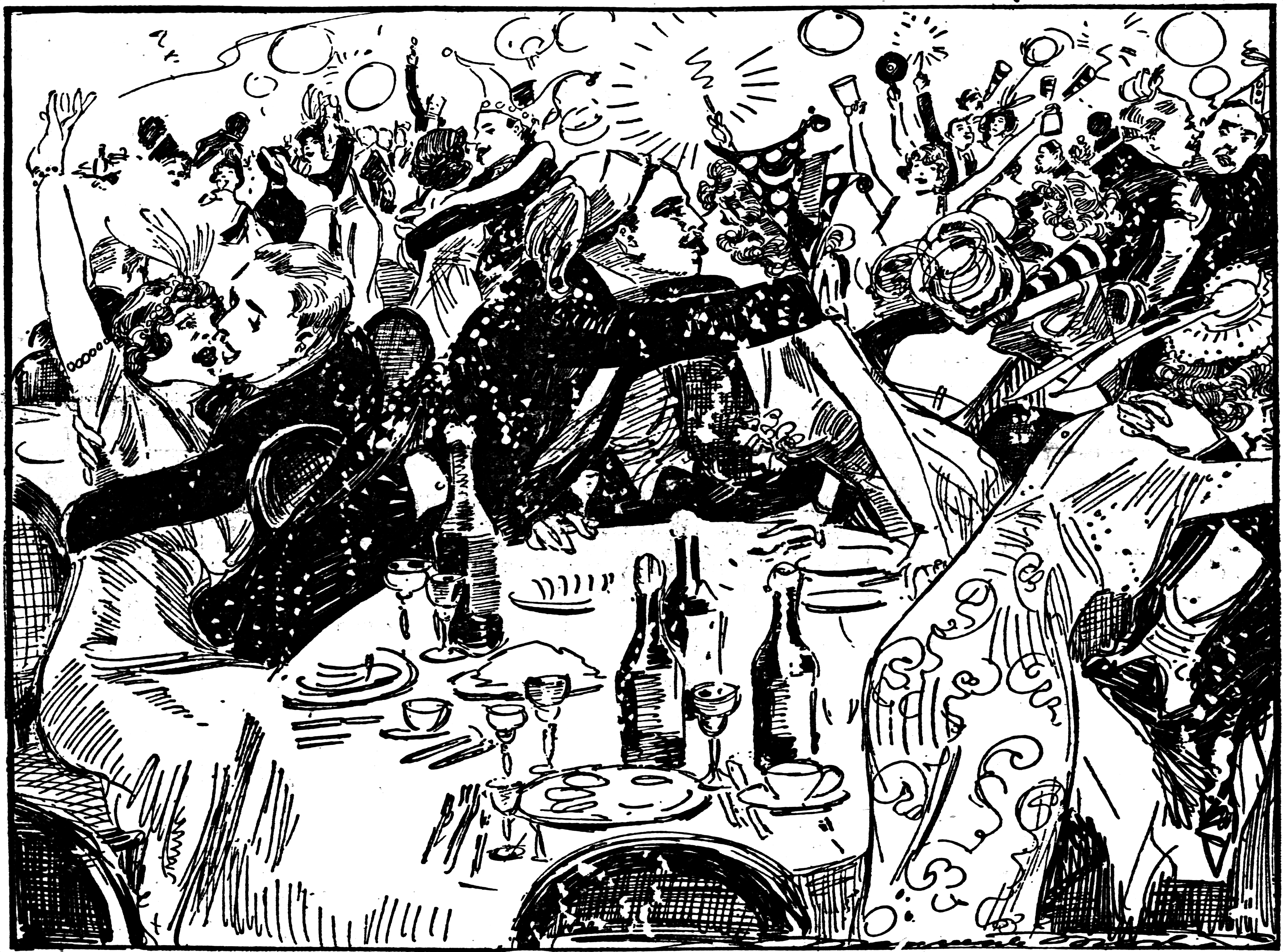
Kresba silvestrovské oslavy v amerických novinách (1914)

Silvestrovské oslavy, zkráceně silvestr, se konají vždy poslední den v roce – 31. prosince. Často představují veselou oslavu. Protože se nejedná o státem uznaný svátek (v České republice a některých dalších zemích je to běžný všední den), probíhají tyto oslavy vlastně pouze na základě místních zvyklostí a dlouhodobě zažitých tradic často velice neformálním způsobem. Vysílají se také Televizní Silvestry. Jméno získaly podle sv. Silvestra I., jehož svátek slaví tento den katolická církev.

## Oslavy

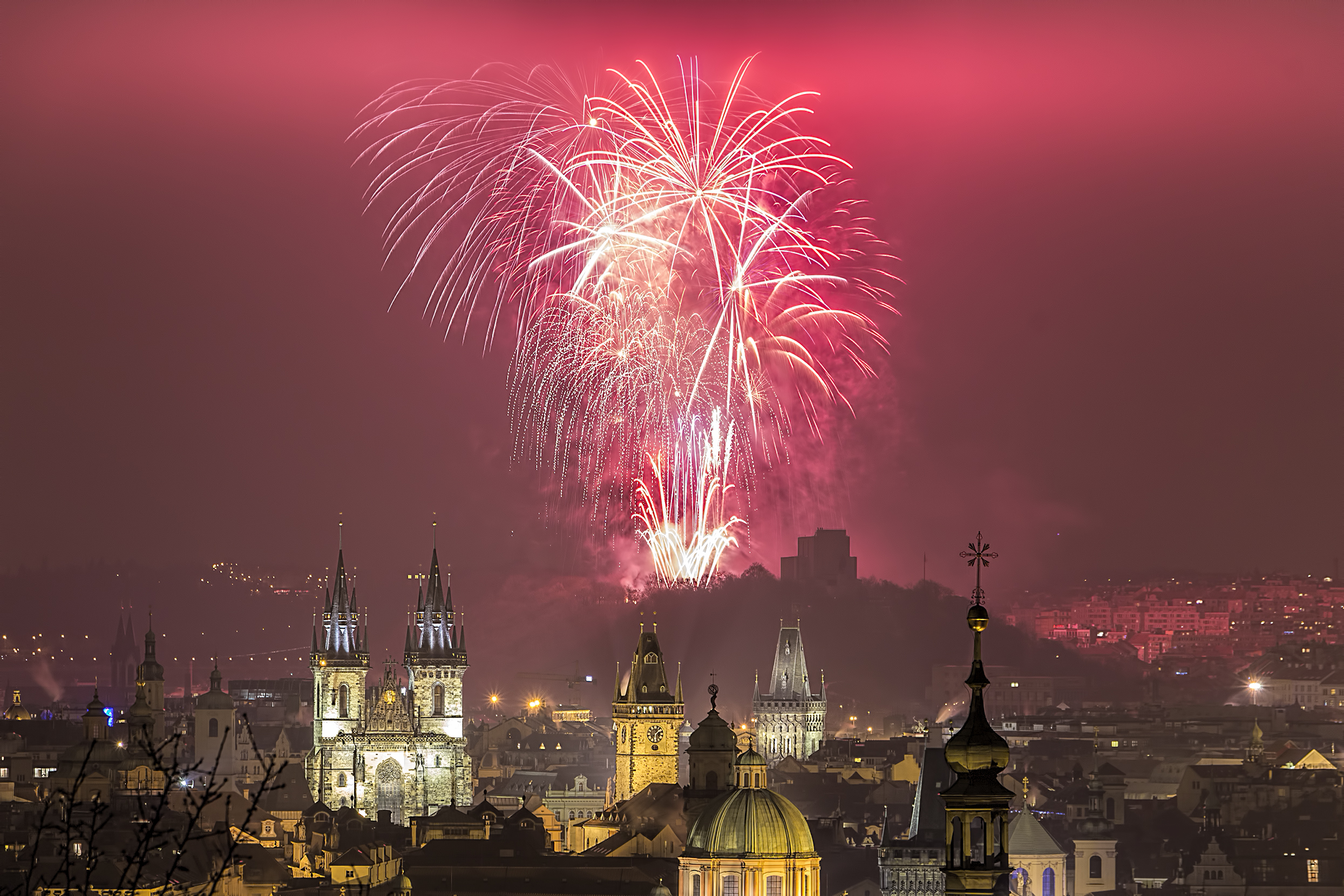
Novoroční ohňostroj 2016 v Praze

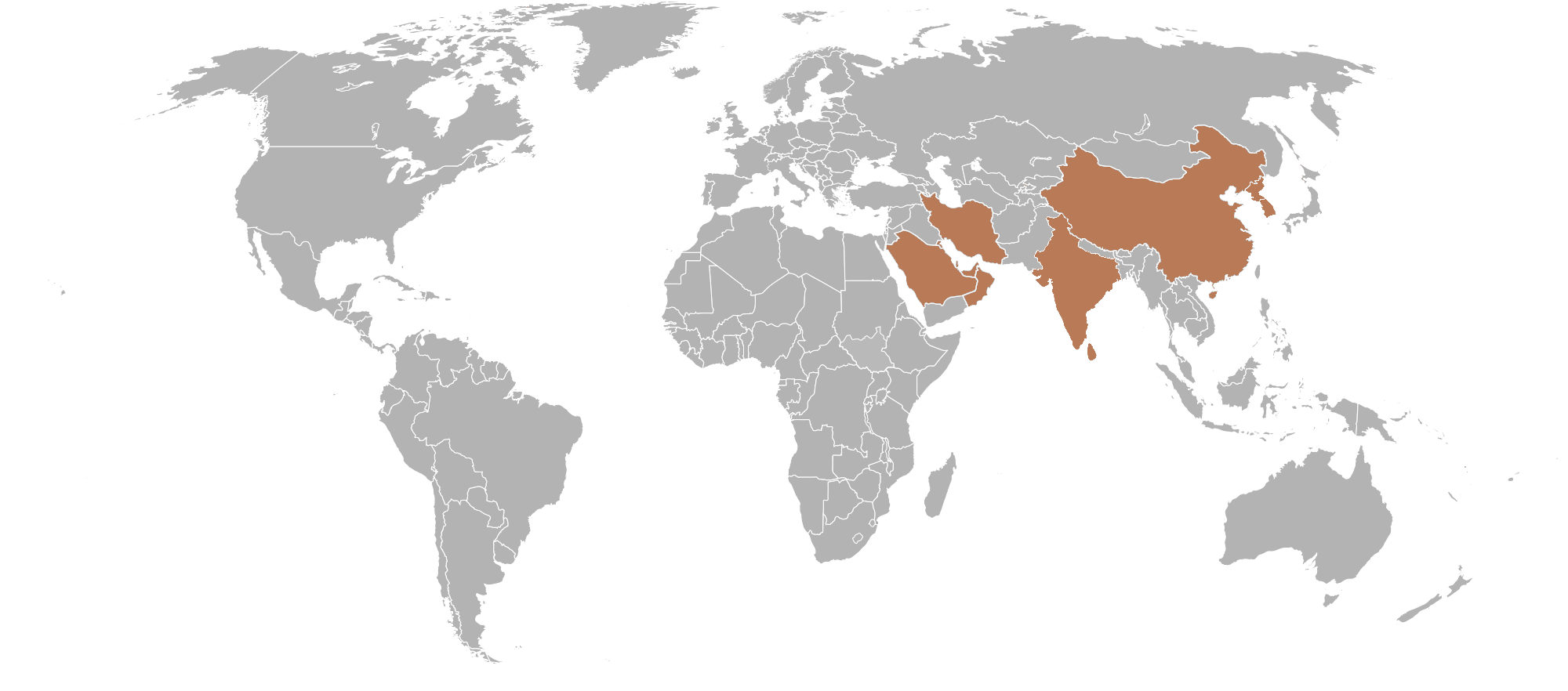
Státy, které mají hlavní oslavu Nového roku jindy než na 1. ledna

Velmi často se slaví ve společnosti dalších lidí na večírcích, v restauracích, klubech nebo na ulicích a náměstích. Tyto oslavy mohou trvat někdy až do časných ranních hodin. Obvykle se zde ve zvýšené míře konzumuje alkohol a společně se odpočítávají poslední minuty končícího roku. Nový rok se vítá přípitkem šampaňským vínem nebo sektem.
O půlnoci se odpalují ohňostroje a jiná zábavní pyrotechnika. Mnoho lidí však tyto oslavy stále prožívá i v soukromí buďto doma, nebo u příbuzných či přátel. Část populace tyto oslavy prožívá na dovolené v zahraničí, na horách nebo v rekreačních chatách či chalupách.
V rozhlasu a v televizi obvykle vysílají komedie a různé speciální zábavné silvestrovské pořady víceméně estrádní povahy, někdy i staršího data.

## Pyrotechnika
Používání pyrotechniky je občas kritizováno z několika důvodů. Prvním je nebezpečí požáru. Na přelomu let 2015 a 2016 bylo v České republice způsobeno přes 120 požárů a přes 12 lidí bylo zraněno. Dalším tématem kritiky může být dopad na živočichy, jako jsou psi nebo ptáci. Zvířata jsou obecně citlivější na zvuk než lidé a proto mají níže položený práh bolestivosti. Výbuchy mohou také vyvolat migraci ptactva. Ohňostroje také uvolňují obrovské množství prachu a sloučenin vzniklých po spálení kovů používaných k barvení výbuchů. Řada měst ohňostroje z těchto důvodů zakázala nebo pořádají speciální tiché „ohňostroje“ s absencí hlukové složky.
Hlavní město Praha zažívalo tradičně největší novoroční ohňostroj v Česku 1. ledna večer, většinou byl odpalován z Letné, nebo z vlečného člunu na Vltavě. Ohňostroj byl však na 1. ledna 2020 jako údajně ekologičtější a šetrnější varianta nahrazen videomappingem. Na Nový rok 2021 byl zrušen i videomapping. To kritizoval spolek Ohňostroj pro Prahu s tím, že to nebude mít žádný efekt na životní prostředí. Pražský novoroční ohňostroj 2020 se konal z veřejné sbírky a pod záštitou Prahy 2 se odpálil z bastionu nad parkem Folimanka. Od roku 2020 Praha novoroční ohňostroje nepořádá, v historickém centru Prahy a kolem vodních ploch platí zákaz pyrotechniky.

## Odrazy ve filmu
- Šťastný nový rok (film, 1973), francouzsko-italská krimi/komedie z roku 1973, režie Claude Lelouch
- Operace Šťastný Nový Rok! (Операция С Новым годом!), ruská komedie z roku 1996
- Nový rok (film, 2000), britské drama z roku 2000
- Jolki (Ёлки), ruská komedie z roku 2010
- Šťastný Nový rok (film, 2011), americký romantický film z roku 2011, režie Garry Marshall
- Šťastný nový rok (film, 2019), česká komedie z roku 2019